# Melchior Thalmann
Melchior Thalmann   (21 de maig de 1924 - 28 d'agost de 2013) va ser un gimnasta artístic suís que va competir durant les dècades de 1940 i 1950.
El 1948 va prendre part en els Jocs Olímpics d'Estiu de Londres, on disputà vuit proves del programa de gimnàstica. Guanyà la medalla de plata en el concurs complet per equips, mentre en la rest de proves finalitzà en posicions força endarrerides. Quatre anys més tard, als Jocs de Hèlsinki, tornà a disputar vuit proves del programa de gimnàstica, tot revalidant la medalla de plata en el concurs complet per equips. En les altres proves destaca una setena posició en l'barra fixa.
En el seu palmarès també destaca una medalla una medalla d'or i una de bronze al Campionat del Món de gimnàstica artística de 1950 i 1954, i un campionat nacional en salt sobre cavall el 1949.